# 四纹豆象
四纹豆象（学名：Callosobruchus maculatus）是鞘翅目金花虫科瘤背豆象属的一种昆虫，其原产地为东亚热带地区，现已广泛分布于全球。是一种仓储害虫，主要危害豆科植物的种子。

## 习性
该昆虫在豆类种子表面产卵。幼虫孵化后，会通过卵壳下的种皮钻入豆粒内部，蛀食豆类种子，直至完成发育为成虫。成虫羽化后会从豆粒内咬破种皮钻出。